# Слапи (Праг-запад)
Слапи (чеш. Slapy) је насељено мјесто са административним статусом сеоске општине (чеш. obec) у округу Праг-запад, у Средњочешком крају, Чешка Република.

## Географија
Налази се око 34 км јужно од центра главног града Прага. У насељу Слапи, на ријеци Влтави налази се шеста по величина хидроелектрана у држави.

## Становништво
Према подацима о броју становника из 2014. године насеље је имало 806 становника.

## Галерија
- Црква св. Петра и Павла
- Брана на Влтави
- Брана на Влтави
- Брана на Влтави
- Слапи у округу Праг-запад